# 하시바 불메르카
하시바 불메르카(아랍어: حسيبة بولمرقة)는 전 알제리의 중거리 육상 선수(1968년 7월 10일 ~ )이며, 1992년 알제리의 첫 올림픽 타이틀을 우승하였다.

## 인물
콩스탕틴에서 태어나 10세 때에 육상을 시작한 불메르카는 800m와 1500m에서 전문적으로 활약하였다. 국내에서 별로 경연 대회가 열리지 않음에 불구하고, 국내와 지방 경주에서 성공적이었다. 1988년 서울 올림픽에 첫 국제 데뷔하였으나, 중거리 육상 양종목의 예선들에서 탈락하고 말았다.
불메르카의 상연은 서서히 나아지고 시작하여 1991년에 큰 돌파를 일으켰다. 그녀가 우승한 주요 경주는 로마에서 열린 골든 갈라 경주에서의 800m였다. 1달 후에 도쿄에서 열린 세계 육상 선수권 대회에서 1500m를 우승하여 아프리카 여성 처음으로 육상의 세계 타이틀을 우승한 선수가 되었다.
그녀의 주목할 만한 상연은 자신의 긍정적 주의력만 주어진 것이 아니었다. 그녀가 경주에서 자신의 몸을 너무 보였다고 생각한 알제리의 이슬람교 단체들에 의하여 자주 근심이 되었다. 죽음의 위협을 받은 그녀는 훈련하는 데 강제로 유럽으로 건너가게 되었다. 이럼에 불구하고 불메르카는 1992년 바르셀로나 올림픽에서 1500m의 우승 후보들 중의 하나였다. 결승전에서 류드밀라 로가초바와 당시 세계 기록 보유자 추윈샤를 상대로 결투를 벌였으며, 알제리의 첫 올림픽 금메달을 획득하였다.
1993년 세계 육상 선수권 대회에서 동메달을 땄으면서도 그녀의 다음 2개의 시즌은 이전같이 성공적이지 않았다. 1995년 예테보리에서 열린 세계 육상 선수권 대회에 들어가는 데 단 하나의 경주를 우승하지 않았으나, 자신의 두 번째 세계 타이틀 우승르로부터 막아지지 않았다. 1996년 애틀랜타 올림픽에서는 1500m 준결승전에서 자신의 발목을 삐고 말았다.
1997년 시즌 후에 스포츠에서 은퇴하였다. 후에 국제 올림픽 위원회의 육상 위임에 선출되었다.
그녀는 1992년 8월 8일에 세운 1500m의 아프리카 기록 3분 55.30초를 보유하고 있다. 또한 1991년 오슬로에서 세운 1마일의 아프리카 기록 4분 20.79초를 보유하였으며, 17년 동안 경신되지 않았다.
귀국 후, 현재 비지니스우먼으로 있다.